# اچ‌ام‌اس لنس (۱۹۱۴)
اچ‌ام‌اس لنس (۱۹۱۴) (به انگلیسی: HMS Lance (1914)) یک کشتی بود که طول آن ۲۶۹ فوت (۸۲ متر) بود. این کشتی در سال ۱۹۱۴ ساخته شد.